# Mike Grocott
Mike Grocott é professor de anestesia e medicina intensiva na Universidade de Southampton e director designado do Southampton NIHR Biomedical Research Center. Ele é um investigador sénior do NIHR (2018-22) e líder do grupo de especialidades nacionais de Anesthesia Peri Operating Medicine and Pain no NIHR Clinical Research Network (2015-2022). Ele é consultor em medicina intensiva no University Hospital Southampton NHS Foundation Trust.
Grocott é um membro eleito do conselho e vice-presidente do Royal College of Anesthetists.